# Иарбант
Иарбант (или Ярба, или Гиарб, др.-греч. Ἰάρβας, лат. Iarbas, Hiarbas) — персонаж древнегреческой и латинской мифологии. Либо его имя Иапон (по Катону у Солина).
Согласно ливийцам, первочеловек, сын Зевса. Сын Аммона и нимфы, рождён в стране гарамантов. Царь Ливии, который заключил с Дидоной договор. После смерти Дидоны захватил её царство (по другой версии, ему не удалось это сделать из-за клятвы).
Согласно уточнению Помпея Трога, царь макситанов. Согласно Тимею, Юстину и др. Иарбант (или Ярб) — царь ливийского племени мазиков, который уступил Дидоне землю для постройки города и потом добивался её руки и сердца. Когда пришло время и под давлением граждан Дидоне оставалось только дать против воли согласие на брак с Ярбом, она под видом заупокойной жертвы сама бросилась в костёр. У Евстафия говорится, что после этого взбешённый царь разрушил Бирсу, а новый город назвал ливийским именем (впоследствии он был переименован в Карфаген).